# 검은 수선화
《검은 수선화》(Black Narcissus)는 영국에서 제작된 에머릭 프레스버거 감독의 1947년 드라마 영화이다. 데버러 카 등이 주연으로 출연하였고 마이클 파월 등이 제작에 참여하였다. 잭 카디프가 아카데미상과 골든 글로브상에서 촬영상을 수상했다.

## 줄거리
히말라야 산맥의 인도 라지푸트 군주국 지도자인 토다 라이 장군의 요청으로 장군의 대리인인 영국인 딘이 성공회 마리아의 종 수녀회에 편지를 보낸다. 내용은 높은 절벽에 세워진 낡은 모푸 궁전에 학교와 진료소를 지어달라는 것이다.
클로더를 포함해 다섯 명의 수녀가 파견돼 수녀원을 꾸려나간다. 수녀원에서 가르침을 받게 된 장군의 후계자 딜립 라이는 마을 소녀 캔치와 사랑에 빠진다.
수녀들은 현지의 힌두교 신자들과는 물론 내부적으로도 연속해서 갈등과 긴장 상황을 겪는다. 필리파는 채소밭에 꽃을 심고, 허니는 한 주민의 아픈 아기에게 약을 줬다가 아기가 죽자 주민 전체의 화를 산다. 사랑에 실패하고 종교에 귀의했던 클로더는 딘에게 집착하게 된다. 역시 딘을 좋아하는 루스는 질투심에 사로잡혀 신앙을 버린 뒤 새벽에 클로더를 절벽에서 밀며 살해를 시도하다가 도리어 본인이 사망한다.
계절풍 우기의 시작과 함께 사절단이 떠난다. 클로더는 작별하며 딘에게 루스의 무덤을 돌봐줄 것을 부탁한다.

## 출연

### 주연
- 데버러 카 - 상급수녀 클로더

### 조연
- 사부 - 딜립 라이, 장군의 후계자 역
- 데이비드 패러 - 딘, 장군의 대리인 역
- 플로라 롭슨 - 필리파 수녀 역
- 진 시먼스 - 캔치 역
- 에즈먼드 나이트 - 토다 라이 장군 역
- 캐슬린 바이런 - 루스 수녀 역
- 제니 레어드 - 블란치 '허니' 수녀 역
- 주디스 펄스 - 브라이어니 수녀 역

## 기타
- 미술: 알프레트 융게
- 의상: 하인 헤크로트